# Bruikleen

De Nachtwacht werd in 1808 door de stad Amsterdam in bruikleen gegeven aan het Rijksmuseum Amsterdam.

Bruikleen of commodaat is het uitlenen van een zaak voor een bepaalde tijd. Bruikleen kan volgens Nederlands recht niet voor een onbepaalde tijd zijn; volgens Belgisch recht eindigt een onbepaalde duur nadat de zaak gediend heeft voor het gebruik waarvoor zij was uitgeleend. Bij een bruiklening is er geen sprake van een vergoeding zoals bij verhuur.
Verbruikleen is het uitlenen van goederen met de afspraak dat de uitlener evenveel goederen van gelijke waarde/soort terugkrijgt.